# Lubeka

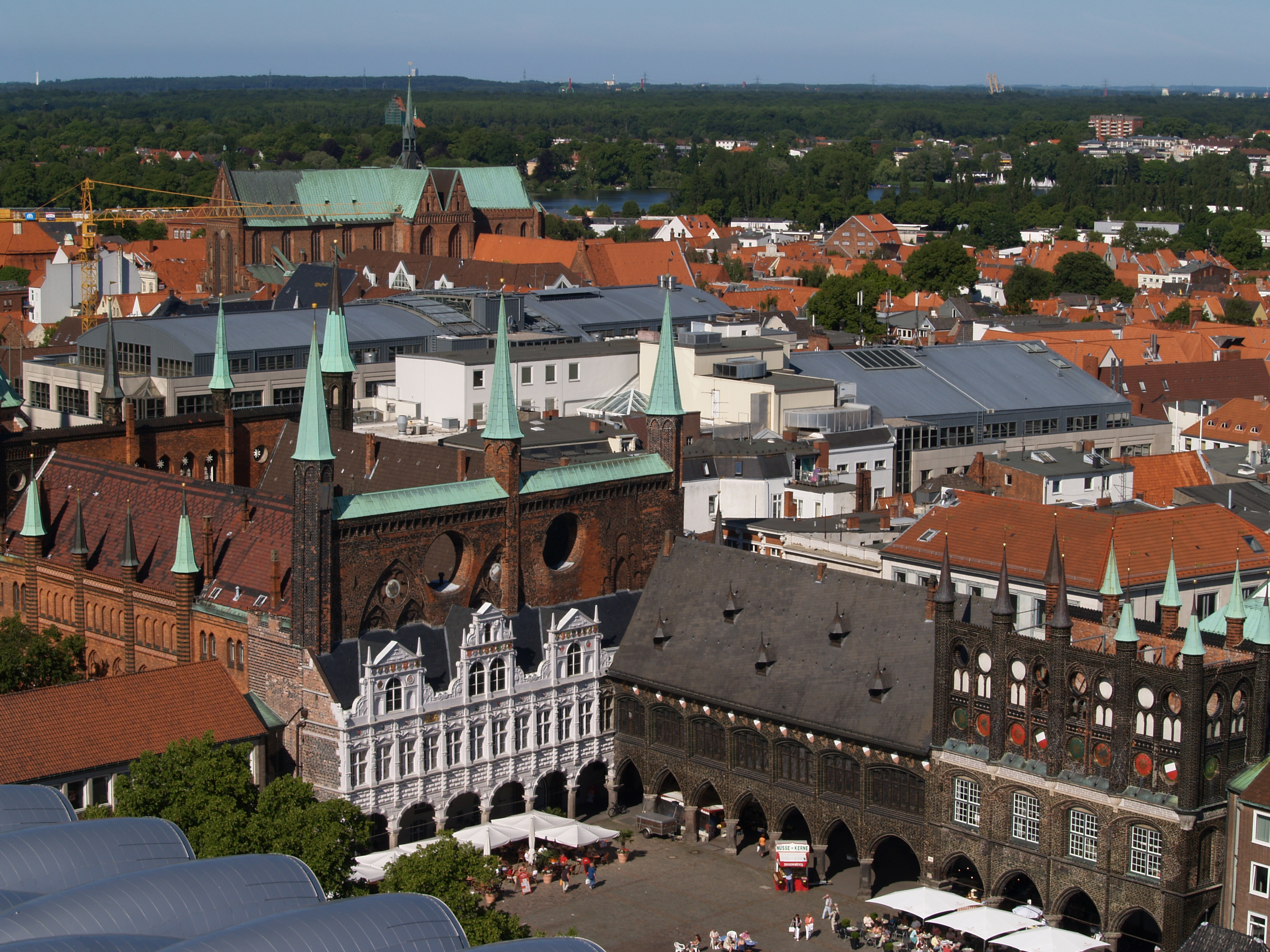
Ratusz

Lubeka (niem. Lübeck wymowaⓘ; poł. Ljubice; dolnoniem. Lübeck, Lübeek) – miasto na prawach powiatu (niem. kreisfreie Stadt) w północnych Niemczech, w kraju związkowym Szlezwik-Holsztyn.
Leży nad Zatoką Lubecką, przy ujściu do niej rzeki Trave. Jest jednym z większych portów morskich w Niemczech, a dawniej była głównym miastem Ligi Hanzeatyckiej. Jedna z dzielnic Lubeki – Travemünde – jest popularnym ośrodkiem wypoczynkowym i portem nad wybrzeżem Bałtyku.
Teren w okolicach Lubeki został najpóźniej w VIII wieku zaludniony przez Słowian, którzy osiedlili się na brzegach Trave kilka kilometrów od dzisiejszego centrum miasta. Zostali oni podbici w 1158 przez Henryka Lwa, który wkrótce w tym miejscu założył miasto. W XIV wieku Lubeka stała się „Królową Hanzy”, będąc zdecydowanie największym i najsilniejszym członkiem tej średniowiecznej organizacji handlowej. W 1533 popadła w konflikt zbrojny z Danią, co doprowadziło do utraty jej potęgi. Świadectwem dawnej świetności „Miasta Siedmiu Wież” jest zachowany zespół zabytkowy Starego Miasta z licznymi zabytkami architektury z XIII–XVI w. z dziełami gotyku ceglanego (m.in. kościołem Mariackim) na czele. W 1987 hanzeatyckie Stare Miasto w Lubece zostało wpisane na listę światowego dziedzictwa UNESCO.
Miasto słynie z produkcji marcepanu.

## Nazwa
Nazwa Lubeka wywodzi się od nazwy osady założonej w tym miejscu przez Słowian połabskich Liubice – podaje ją w XI wieku w swojej kronice niemiecki historyk Adam z Bremy. W XII wieku nazwa miejscowości wymieniana jest jako Lubecam, a niemiecki kronikarz Helmold wymienia po łacinie w Kronice Słowian dwie nazwy tej miejscowości civitatem Lubeke oraz civitatis Lubike. W XIII wieku pojawiły się nazwy Lyubeka (1213), Liubec (1263), Lubeke (1281), następnie Lübecke (1354), Lühbeck (1612).
Według językoznawców nazwa miejscowości bezpośrednio pochodzi od słowiańskiego słowa „ljub” (pol. „lubić”). Jan Długosz w swojej kronice podaje również inną słowiańską nazwę miasta Lubeka – Bukowiec.

## Położenie
Lubeka położona jest na Nizinie Północnoniemieckiej przy ujściu Trave do Morza Bałtyckiego. Stare Miasto leży na wzgórzu, które tworzy ostrów pomiędzy rzekami Trave i Wakenitz. Miasto przecina kanał Łaba-Lubeka przechodzący przez dział wodny pomiędzy Morzem Północnym a Bałtykiem. Tereny wokół Lubeki zawdzięczają swój pagórkowaty charakter zlodowaceniu Wisły z okresu plejstocenu, które ukształtowało krajobraz wschodniego Holsztynu oraz Pomorza. Położenie nad Trave, która tuż przed Travemünde przecina mierzący blisko 200 km długości łańcuch wzgórz morenowych, umożliwiło rozwój miasta jako portu morskiego oraz zdobycie silnej pozycji gospodarczej i politycznej w średniowiecznej Europie północnej.

## Gospodarka
W mieście rozwinął się przemysł stoczniowy, maszynowy, drzewny, chemiczny, ceramiczny oraz spożywczy.

## Historia

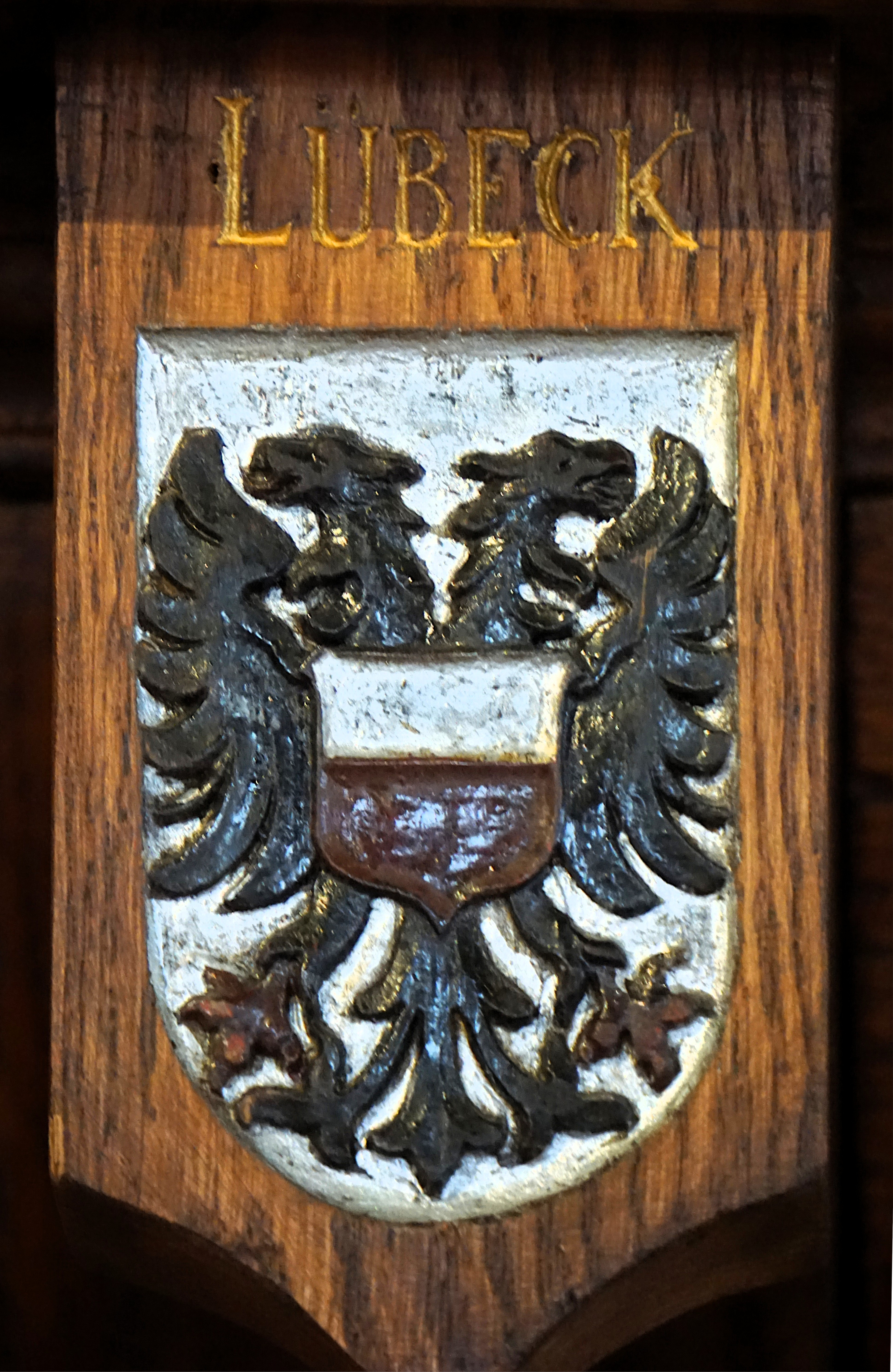
Herb Lubeki w sali plenarnej staromiejskiego ratusza w Gdańsku

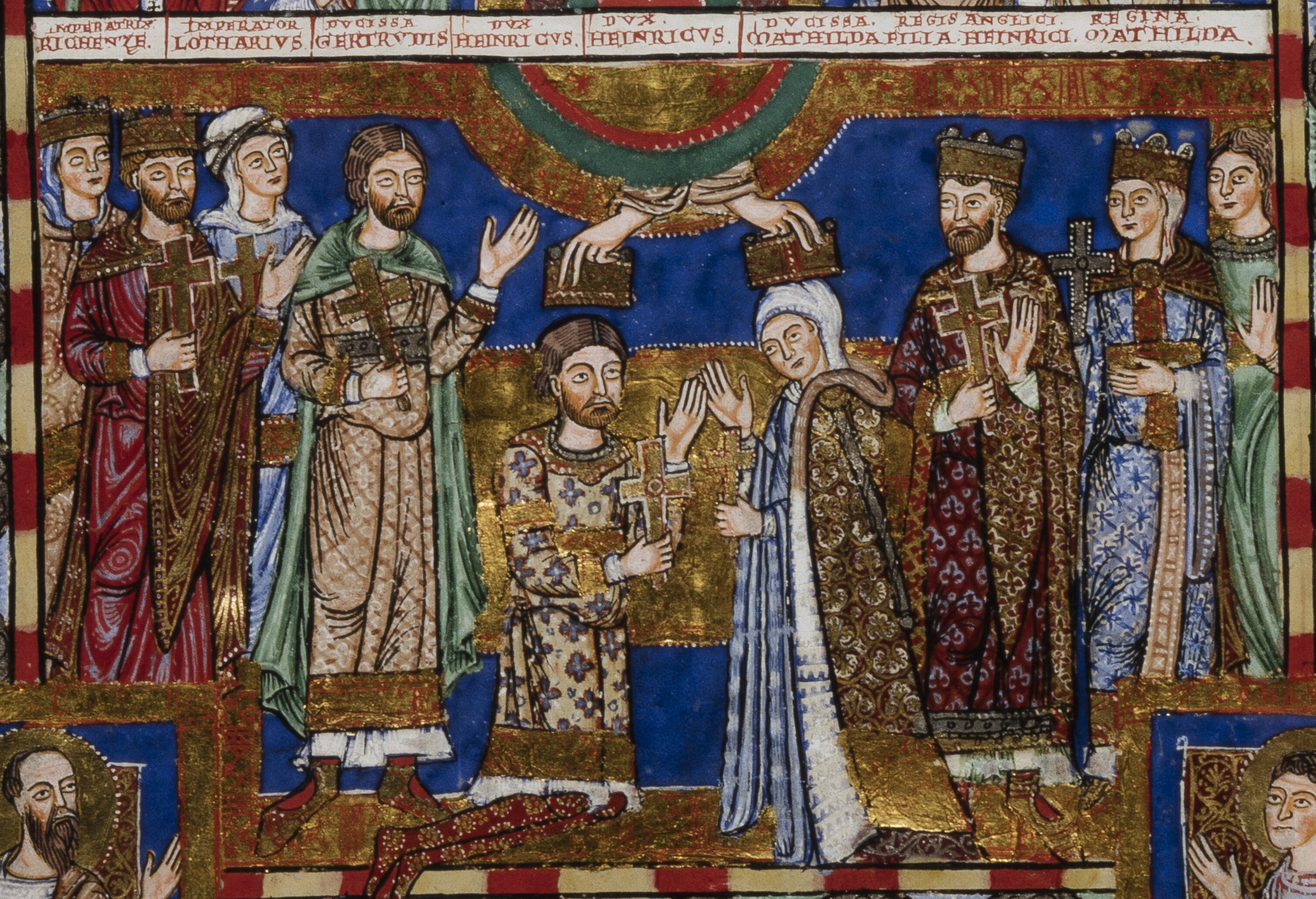
Henryk Lew z drugą żoną Matyldą Angielską (1188)

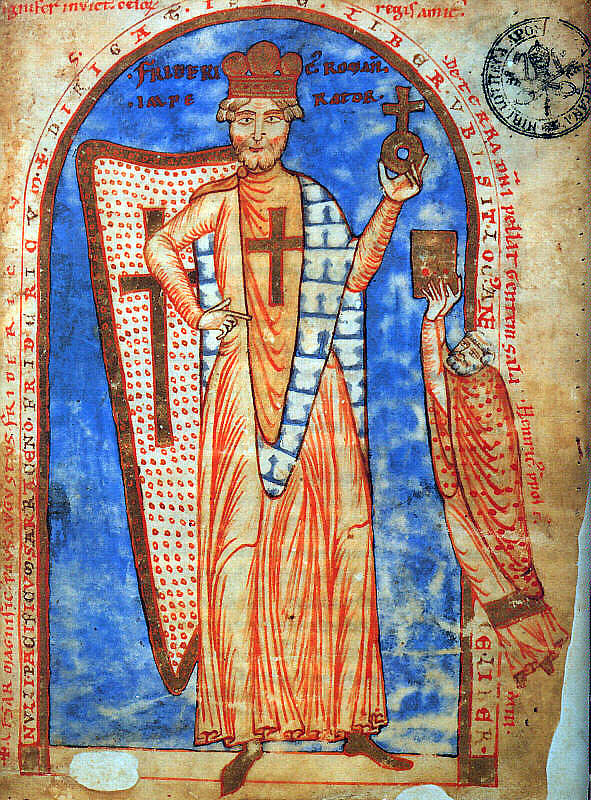
Fryderyk I Barbarossa

### Pierwsze osadnictwo
Na terenie miasta oraz w jego bezpośredniej okolicy znajdują się liczne ślady osadnictwa z wczesnego neolitu, m.in. dobrze zachowane grobowce megalityczne, na przykład grobowiec w dzielnicy St. Jürgen (niem. Großsteingrab bei Blankensee) czy grobowiec w Waldhusen (niem. Waldhusener Großsteingrab).

### Osadnictwo słowiańskie

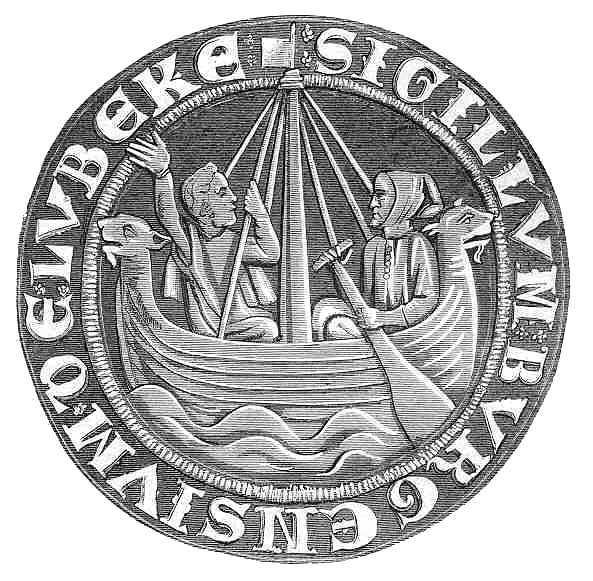
Pieczęć miasta Lubeki (ok. 1280)

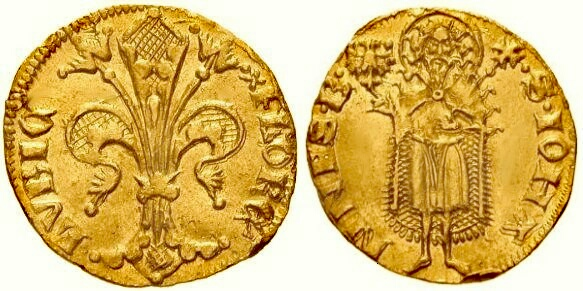
Lubeckie guldeny (1341)

Osadnictwo słowiańskie na wschodnich terenach Holsztynu datuje się na VIII wiek, kiedy to zamieszkujące wcześniej te ziemie plemiona germańskie udały się na zachód, a na ich miejsce napłynęły plemiona słowiańskie. Powstała w czasach Karola Wielkiego osada Liubice leżała na północ od Altstadtinsel na dzisiejszej wyspie Teerhofinsel, w pobliżu ujścia Schwartau do Trave. Od X wieku Liubice były najważniejszą poza Oldenburgiem (Starogrodem) osadą Obodrytów, prowadzących częste spory z Wieletami, dlatego też najprawdopodobniej już wtedy posiadały silny system umocnień.
Pierwsza wzmianka o Liubicach pochodzi z 1076 z przekazu Adama z Bremy, który wspominał również o ukamienowaniu przez Słowian przeora klasztoru benedyktyńskiego Ansverusa w Einhaus. W roku 1093 władzę nad Obodrytami objął Nakonida Henryk Gotszalkowic, który bił własną monetę a Liubice uczynił swoją rezydencją. Po jego śmierci w 1127 osada została spalona przez sympatyzujących z Germanami Ranów, a ostatecznie zniszczona w trakcie bratobójczych walk pomiędzy Słowianami w 1138.

### Kolonizacja niemiecka
W 1143 Adolf II Holsztyński założył nową osadę Liubice – w miejscu dawnego grodu słowiańskiego na wzgórzu Buku (Bucu) pomiędzy rzekami Trave a Wakenitz. Lubeka była pierwszym portem niemieckim na wybrzeżu Morza Bałtyckiego, w którym kupcy mogli prowadzić działalność na mocy prawa niemieckiego. Adolf II zbudował zamek oraz wał obronny, o których wspomina Helmold w 1147.
W 1158 Adolf II musiał poddać Lubekę Henrykowi Lwu, księciu Saksonii i Bawarii, którego miasto handlowe Bardowick, położone mniej korzystnie na południe od Lubeki, nie mogło sprostać konkurencji ośrodka Adolfa II. Z początku Henryk Lew zażądał, by Adolf II płacił mu połowę zysków przynoszonych przez Lubekę. Po odmowie Adolfa II Henryk Lew zabronił Lubece handlu dalekosiężnego. W 1157 osadę strawił pożar, a kupcy przenieśli się do Ratzeburga, którego niekorzystne położenie uniemożliwiało rozwój handlowy. Ostatecznie Adolf II uległ naciskom Henryka Lwa, który w 1159 odbudował port i osadę, której wkrótce nadano prawa miejskie. Rok później do Lubeki przeniesiono z Oldenburga siedzibę biskupstwa.
Rok 1160, w którym Lubeka otrzymała prawa miejskie w oparciu o prawo miejskie miasta Soest (niem. Soester Stadtrecht), uważany jest przez historyków za początek tzw. hanzy kupców (niem. Kaufmannshanse) w odróżnieniu od późniejszej Hanzy miast (niem. Städtehanse). Połączenie transportu lądowego oraz wodnego w rękach jednej organizacji przyczyniło się do osiągnięcia przewagi handlowej Hanzy w rejonie mórz Północnego i Bałtyckiego. Hanza przejęła wiele szlaków morskich, a zarazem kontaktów handlowych od Fryzyjczyków, Saksończyków, Anglików i Skandynawów. Z czasem stała się doskonale prosperującym kartelem, skutecznie eliminując z rynków Europy północnej konkurencyjne miasta niebędące jej członkami. Jednym ze sposobów pozwalających na podporządkowanie sobie partnerów handlowych i konkurencyjnych przewoźników było zawieranie tzw. umów pomiędzy równouprawnionymi partnerami. Na przykład wydany przez Henryka Lwa przywilej artlenburski z 1161 zrównywał prawa kupców z Lubeki z prawami kupców gotlandzkich, którzy zajmując dominującą pozycję w handlu w strefie Morza Bałtyckiego, wzbraniali się przed uznaniem praw Lubeczan. Henryk Lew nadał więc Gotlandczykom prawa identyczne z tymi, jakie Gotlandia przyznała Lubeczanom. Na skutek tego kupcy z Visby mogli zwozić swoje towary do Lubeki, ale nie mogli ich wysyłać w głąb lądu.
W tym czasie za sprawą Helmolda z Bosau oraz jego następcy Arnolda z Lubeki powstała Kronika Słowian opisująca historię ówczesnych północno-wschodnich Niemiec.
Po upadku Henryka Lwa, Lubeka przeszła pod panowanie cesarza Fryderyka Barbarossy (1180). W tenże sposób księstwo zyskało status wyłącznie zależnego od Rzeszy i cesarza. Późniejszy przywilej Barbarossy z 1188 zapewnił jedność terytorialną i umożliwił prowadzenie handlu.
Do 1192 Lubeka pozostawała pod panowaniem książąt saskich. Przez krótki okres między 1192 a 1201 miastem ponownie władali książęta holsztyńscy. W 1201 Lubekę po Holsztynie, Dithmarschen i Ratzeburgu zajął król Danii Kanut VI. W 1217 miasto i zamek zostały przejęte przez brata Kanuta VI Waldemara II Zwycięskiego. Po klęsce Danii w bitwie pod Bornhöved w 1227 zamek został zamieniony w klasztor, do którego sprowadzili się dominikanie.

### Liga hanzeatycka

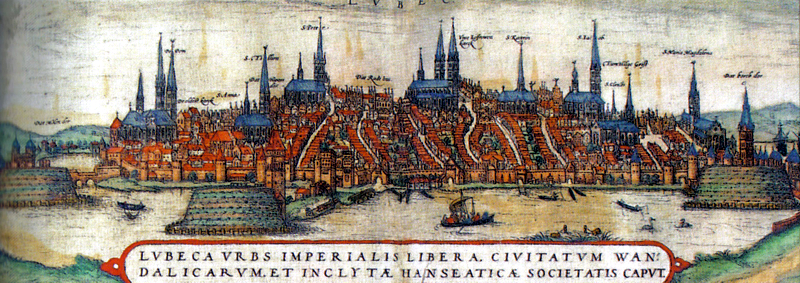
Lubeka, kolorowa litografia książkowa, XIV w.

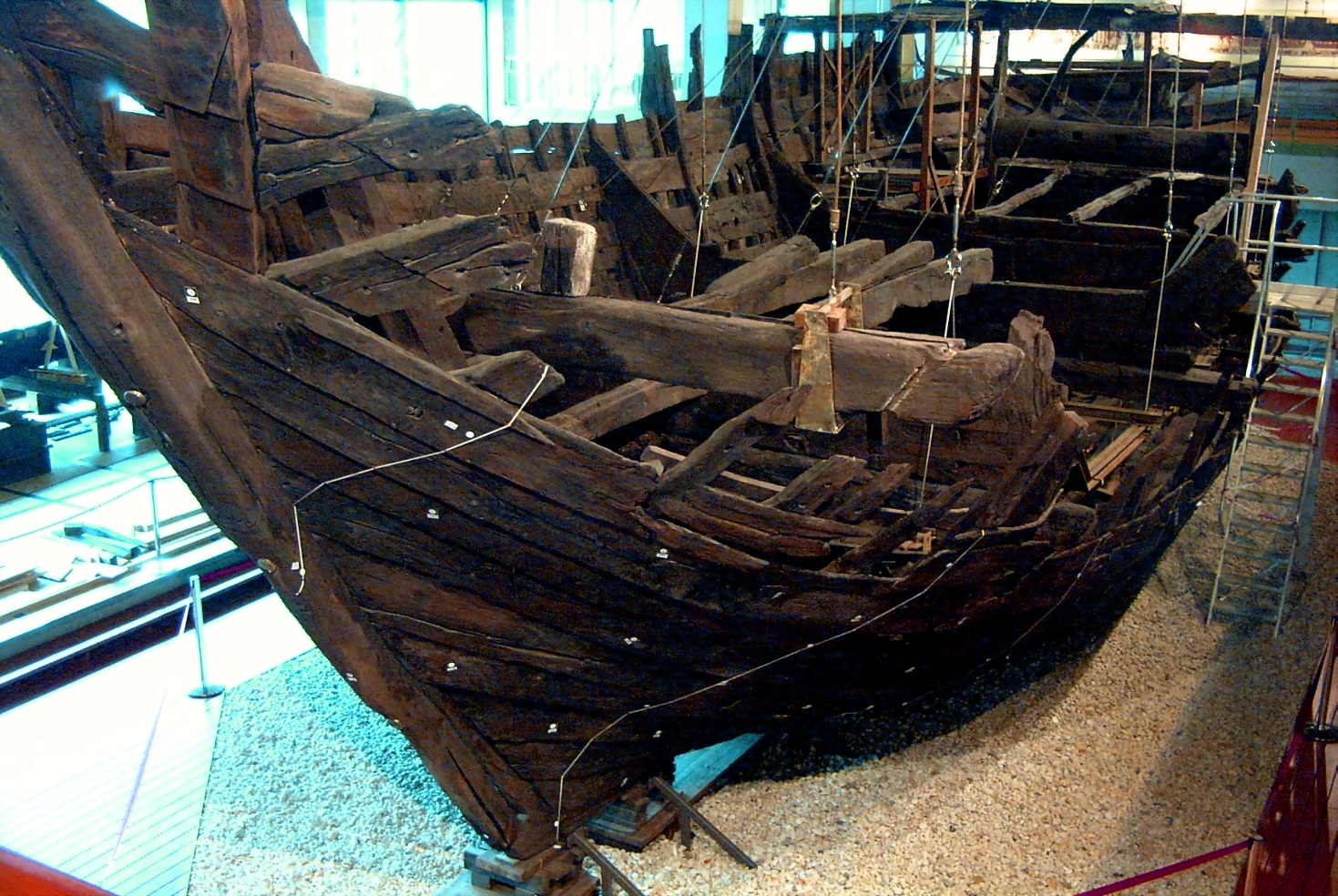
Koga hanzeatycka z 1380 r., Niemieckie Muzeum Żeglugi w Bremerhaven

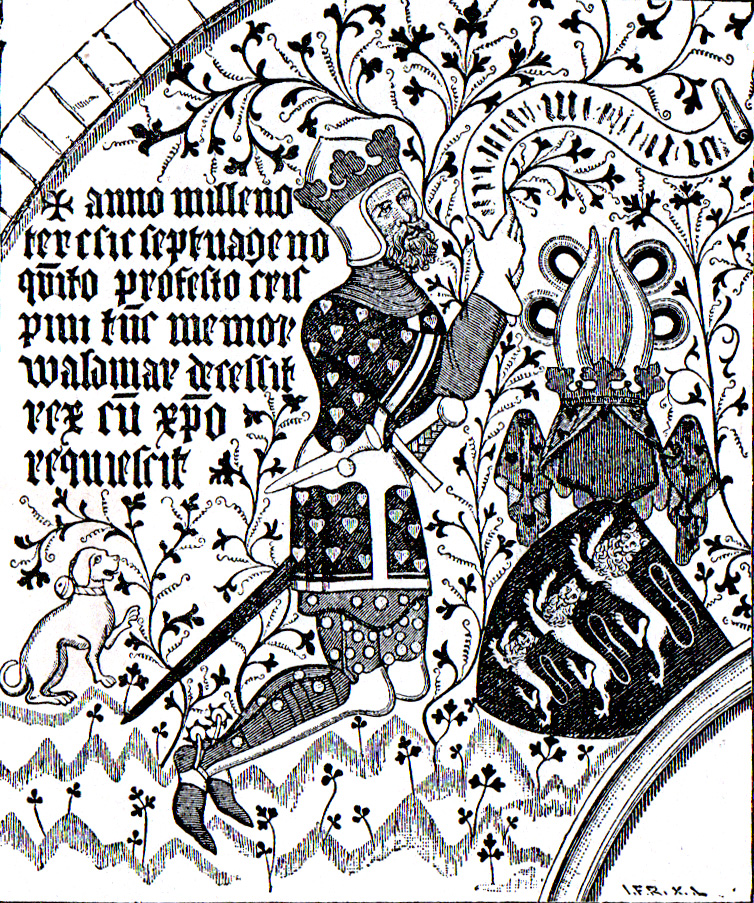
Waldemar IV Atterdag

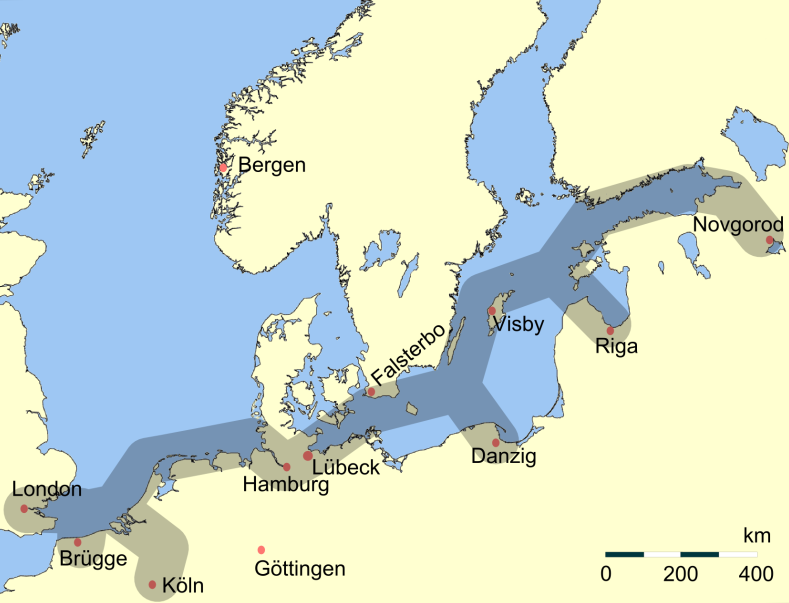
Szlaki handlowe ligi hanzeatyckiej

Nadany jeszcze przez Henryka Lwa statut rady miejskiej powoływał 24-osobową radę miasta, niezależną od księcia. W radzie zasiadali przedstawiciele zrzeszeń kupieckich, którzy wybierali maksymalnie czterech burmistrzów spośród swoich członków. W ten sposób w radzie zasiadali wyłącznie przedstawiciele najbardziej wpływowych rodzin kupieckich, w myśl zasady jedna rodzina – jeden reprezentant w radzie miejskiej. Model ten pozostał praktycznie niezmieniony do XIX wieku.
Na początku XIII wieku nastąpił gwałtowny rozwój Lubeki jako centralnego ośrodka transportu morskiego, głównie w dużej mierze za sprawą kolonizacji niemieckiej na wschodzie Europy. Miasto stało się głównym portem obsługującym niemieckich kolonizatorów udających się do Liwonii. Byli to członkowie zakonu krzyżackiego, który za rządów wielkiego mistrza Hermanna von Salzy szybko zyskiwał na znaczeniu politycznym. Złota bulla z Rimini z marca 1226 wydana przez cesarza Fryderyka II, który uznawał się za uniwersalnego władcę chrześcijańskiej Europy (w tym i Polski), nadawała Krzyżakom prawa do wszystkich ziem, jakie zdobędą podczas misji w Prusach.
14 czerwca 1226 Fryderyk II nadał Lubece przywilej wolnego miasta Rzeszy (specialis civitas et locus imperii), który oznaczał, że miasto podlegało bezpośrednio cesarzowi. Głównymi korzyściami płynącymi z tego przywileju były prawo do samodzielnego pobierania podatku oraz cła, a także prawo do odrębnego sądownictwa. Rozwój miasta nabrał przyspieszenia, również za sprawą nowego typu statku tzw. kogi, który pozwalał na transport znacznie większych ładunków niż dotychczas.
Zagrożenie ze strony Danii zostało zażegnane po zwycięskiej obronie w bitwie pod Bornhøved, kiedy połączone siły Bremy, Lubeki i Hamburga pokonały wojska Waldemara II. W 1243 Lubeka zawarła przymierze handlowe z Hamburgiem, do którego dołączyły wkrótce inne miasta regionu: Brunszwik, Lüneburg, Magdeburg i Kolonia. To nieformalne zrzeszenie miast pod przewodnictwem Lubeki dało początek związkowi miast, tzw. Hanzie. Wkrótce Lubeka stała się głównym portem Hanzy (zwano ją nawet królową hanzy – Königin der Hanse), a przez to najważniejszym miastem handlowym ówczesnej Europy północnej. W 1340 cesarz Ludwik IV Bawarski nadał Lubece prawo bicia monet (niem. Goldmünzrecht). W 1356 w Lubece miał miejsce pierwszy zjazd członków Hanzy.
W połowie XIV wieku Hanza, a wraz z nią Lubeka, uwikłana była w częste zatargi z królem Danii Waldemarem IV o przywileje handlowe w Europie północnej. Konflikt rozpoczął się w 1361, kiedy Waldemar zjednoczył Danię, przyłączając tereny Skanii oraz Gotlandii z hanzeatyckim miastem Visby. Dania pokonała flotę hanzeatycką, którą dowodził burmistrz Lubeki Johann Wittenborg. W 1365 koło Helsingborga podpisano niekorzystny dla Hanzy pokój w Vordingborg. W 1367 na spotkaniu miast hanzeatyckich w Kolonii zawiązano konfederację kolońską (niem. Kölner Konföderation) na czas wojny z Danią i Norwegią. Wprowadzono cła eksportowe oraz importowe naliczane według masy towarów oraz uzgodniono liczbę nowych okrętów dla związku. W 1369 upadła w końcu duńska twierdza Helsingborg, oblegana przez wojska hanzeatyckie pod dowództwem burmistrza Lubeki Bruna Warendorpa. Konflikt Hanzy z Danią został zakończony podpisaniem pokoju w Stralsundzie, który gwarantował związkowi 15% zysków z duńskiego handlu.
XIV wiek to szczyt rozkwitu Lubeki, która była już wówczas drugim co do wielkości miastem Niemiec (największym miastem była wtedy Kolonia) – w 1380 Lubeka miała 18000 mieszkańców. Lubeckie prawo lokacyjne (niem. Lübische Recht) stanowiło wzór dla większości miast hanzeatyckich, a rada miasta Lubeki była instytucją wyższej instancji dla wszystkich miast w lubeckim okręgu sądowniczym.
Wraz z powstaniem w 1379 unii monetarnej (niem. Wendischer Münzverein) pomiędzy Lubeką, Hamburgiem, Wismarem, Lüneburgiem, Rostockiem, Stralsundem, a także Hanowerem, marka lubecka rozprzestrzeniła się w obrębie Morza Bałtyckiego.
W tym czasie Lubeka ściśle współpracowała z Hamburgiem. Podczas gdy Hamburg umocnił swoją pozycję w handlu w obrębie Morza Północnego, Lubeka zdominowała wymianę handlową ze Skandynawią oraz państwami basenu Morza Bałtyckiego, od kantorów Bryggen w Bergen po Peterhof. Polityczne wpływy Lubeki sięgały kantoru Hanzy w Bruggi oraz londyńskiej bazy handlowej Steelyard. Handel pomiędzy Lubeką a Hamburgiem odbywał się głównie drogą lądową, wzdłuż niem. Alte Salzstraße (traktu solnego między Lubeką a Lüneburgiem) albo drogą wodną poprzez wybudowany w latach 1392–1398 kanał na rzece Stecknitz (niem. Stecknitz-Kanal) łączący Łabę z Bałtykiem. Kanał ten wykorzystywany był do transportu soli z Lüneburga, jednego z najważniejszych towarów eksportowych Lubeki na północ i wschód Europy. Sól była potrzebna do konserwacji ryb, m.in. śledzia, który był popularnym daniem postnym w średniowiecznej Dolnej Saksonii.

### Liga hanzeatycka po traktacie stralsundzkim
Początek XV wieku (1408–1415) napiętnowany był sporami wewnętrznymi, podczas których doszło do obalenia rady miejskiej. Doprowadziło to w 1410 do przejściowego wykluczenia Lubeki spod protektoratu cesarza (niem. Reichsacht).
W 1429 król duński Eryk Pomorski wprowadzając nową opłatę celną (duń. Øresundstullen) za przepływ obcych statków przez cieśninę Sund, wywołał kolejny konflikt Hanzy z Danią, który zakończył się podpisaniem pokoju w Vordingborgu potwierdzającego przywileje Hanzy.
W 1470 pruskie i wendeńskie miasta Hanzy wypowiedziały wojnę Anglii. Głównymi powodami konfliktu były systematyczne ograniczanie przywilejów Hanzy w Londynie oraz wypady handlowe kupców angielskich w rejon Morza Bałtyckiego (The Company of Merchant Adventurers of London). Czteroletnia wojna morska, prowadzona przy udziale kaprów, zakończyła się korzystnym dla Hanzy pokojem w Utrechcie (1474), podpisanym w imieniu Hanzy przez burmistrza Lubeki Hinricha Castorpa.
W XV wieku Lubeka handlując w basenie Morza Bałtyckiego, nie tylko sprzedawała sól, śledzie ze Skanii czy dorsze z północnej Norwegii, ale zaopatrywała również tereny Europy północnej w dobra codziennego użytku oraz pośredniczyła w handlu dziełami sztuki. Lubeckie poliptyki oraz prace średniowiecznych artystów malarzy i rzeźbiarzy takich jak Bernt Notke czy Hermen Rode znajdują się w wielu miastach Europy północnej.
Poprzez kontakty handlowe Hanzy rozpowszechniało się słowo drukowane. Piętnastowieczna Lubeka słynęła z warsztatów drukarskich Lucasa Brandisa oraz jego brata Mateusza, Johanna Snella, Bartolomeusza Ghotana (który w 1488 wypuścił Missale Aboense, pierwszą drukowaną książkę Finlandii), Steffena Arndesa (Niederdeutsche Bibel, 1494) oraz Johanna Balhorna. O wydanym w 1498 przez Hansa van Ghetelena w języku dolnoniemieckim tłumaczeniu Reynke de vos (pol. lis Reineke) można powiedzieć, że stało się bestsellerem w ówczesnych Niemczech i Skandynawii. W tym okresie rynek książek wydawanych w języku dolnoniemieckim zdominowany był przez Lubekę.

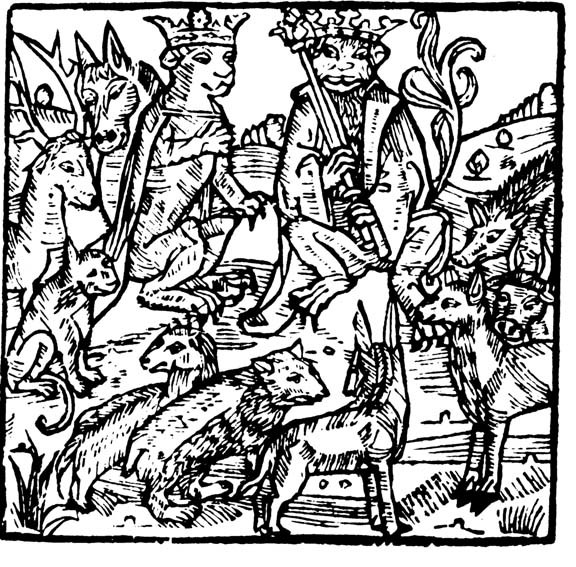
Ilustracja do wydanej przez van Ghetelena książki Reynke de vos, 1498
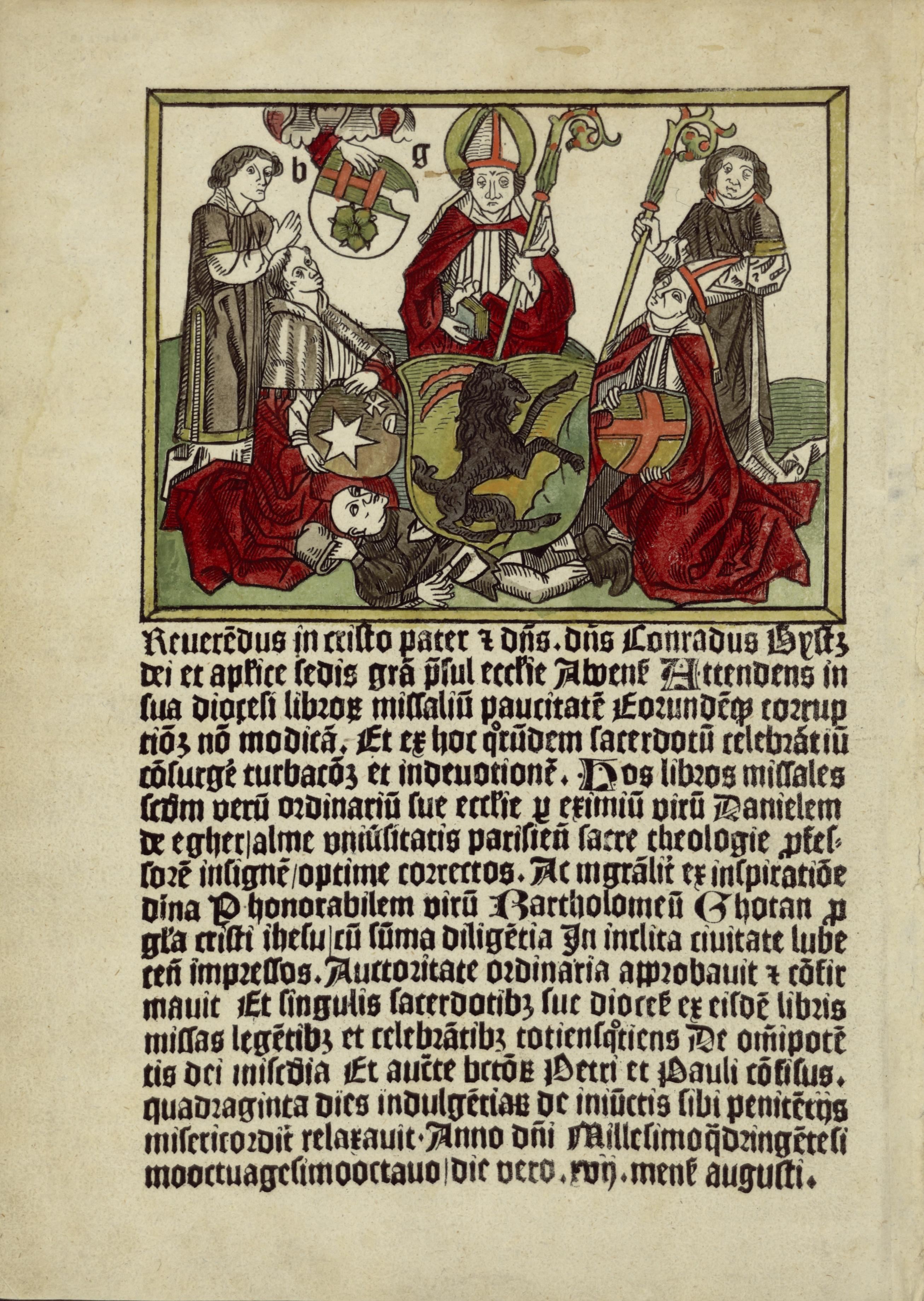
Przedmowa do Missale Aboense ze znakiem drukarskim Bartolomeusza Ghotans, 1488

Po reformie administracyjnej cesarstwa (niem. Reichsreform) wprowadzającej m.in. sześć okręgów (niem. Reichskreise), w 1500 Lubeka stała się częścią okręgu Dolnej Saksonii (niem. Niedersächsischer Reichskreis).
Po 1509 konflikt z Danią przybrał znowu na sile z powodu hegemonicznej polityki króla Chrystiana II. Kolejną wojnę Hanzy z Danią zakończył podpisany przez burmistrza Lubeki Thomasa von Wickede pokój w Malmö (1512). W 1523 Lubeka pomogła Gustawowi I Wazie w zdobyciu tronu w Szwecji oraz przyczyniła się do detronizacji Chrystiana II, którego zastąpił Fryderyk I Oldenburg. W zamian Hanza otrzymała liczne przywileje handlowe oraz duńską wyspę Bornholm (1525–1576). Doprowadziło to do rozpadu unii kalmarskiej zrzeszającej Danię, Szwecję i Norwegię pod berłem jednego władcy.

### Okres reformacji

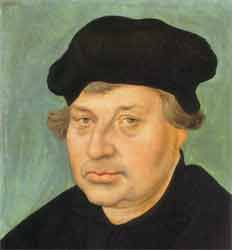
Johannes Bugenhagen

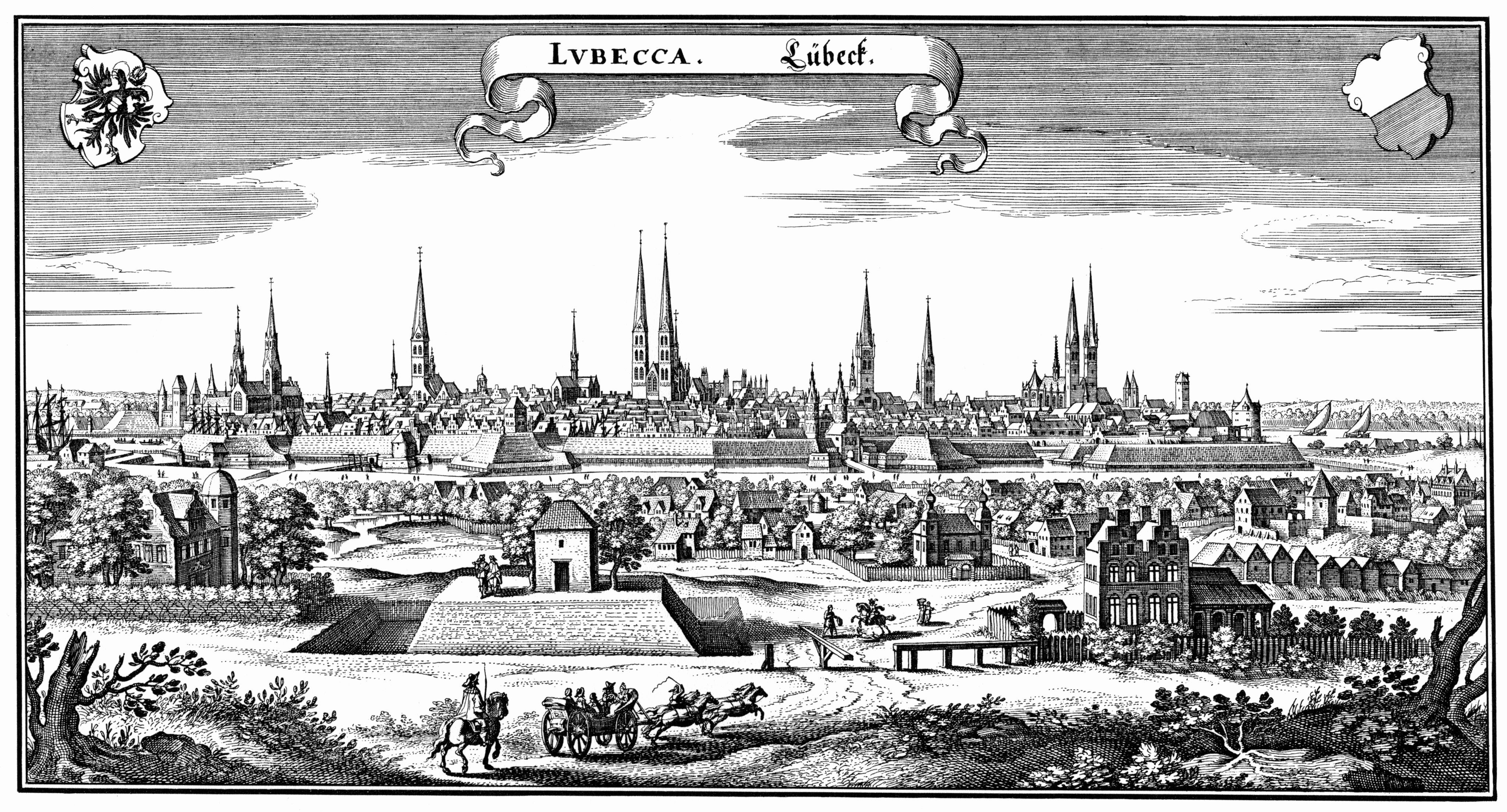
Lubeka A.D.1641, warsztat Mateusza Meriana

Okres między 1522 a 1530 rokiem to czas reformacji. Coraz więcej obywateli miasta zapoznawało się z nowymi ideami, choć rada miejska próbowała za wszelką cenę powstrzymać postęp nowego nurtu. Kiedy rada miejska wprowadziła podwyżkę podatków, podyktowaną m.in. wprowadzeniem ogólnocesarskiego podatku na rzecz obrony przed niebezpieczeństwem tureckim (niem. Türkensteuer), obywatele Lubeki zażądali w zamian prawa głosu oraz ewangelickich kaznodziejów. Rada musiała ustąpić. Wkrótce podjęto decyzję o wprowadzeniu reformacji. W roku 1531 radca miejski Jan Bugenhagen w swoim dziele Der Keyserliken Stadt Lübeck christlike Ordeninge wezwał do reformy Kościoła, szkolnictwa oraz opieki socjalnej. W tym samym roku rada miasta wymogła na kapitule katedralnej podpisanie umowy zobowiązującej ją do zrzeczenia się wszelkich dóbr kościelnych na terenie miasta. Pierwszym superintendentem Lubeki oraz rektorem nowo powstałej szkoły humanistycznej (niem. Lateinschule) Katharineum został Hermann Bonnus.
W tym samym czasie Lubeka przystąpiła również do związku szmalkaldzkiego zawiązanego przez protestancką szlachtę przeciwko katolickiemu cesarzowi Karolowi V Habsburgowi.
W latach 1534–1536 doszło do kolejnej wojny Hanzy z Danią oraz ze Szwecją i Prusami, zwaną również zatargiem hrabiów (niem. Grafenfehde). Po śmierci króla Fryderyka I, burmistrz Lubeki Jürgen Wullenwever udzielił poparcia synowi Fryderyka I, księciu Chrystianowi von Schleswig-Holstein, który jednak odmówił pomocy Hanzy. W tej sytuacji hrabia Christoph von Oldenburg wystąpił o wsparcie Lubeki w przywróceniu na tron Christiana II. Pomimo początkowych zwycięstw Lubeka poniosła klęskę w ostatecznym starciu ze zjednoczoną flotą Danii, Szwecji i Prus, co przyczyniło się do osłabienia potęgi Hanzy. Burmistrz Wullenwever musiał uciekać z Lubeki, pochwycony przez arcybiskupa Bremy, został stracony w 1537.
Związany z reformacją brak zamówień na obiekty sztuki sakralnej spowodował upadek rzemiosła artystycznego w Lubece i innych miastach. Renesans w Niemczech północnych tworzyła mała grupa artystów: rzeźbiarz Statius von Düren, malarz Hans Kemmer, rodzina rzeźbiarza Tönniesa Eversa Starszego oraz ich następcy rzeźbiarz Tönnies Evers Młodszy i malarz Johannes Willinges.

### Wojny północne, wojna trzydziestoletnia i upadek Hanzy

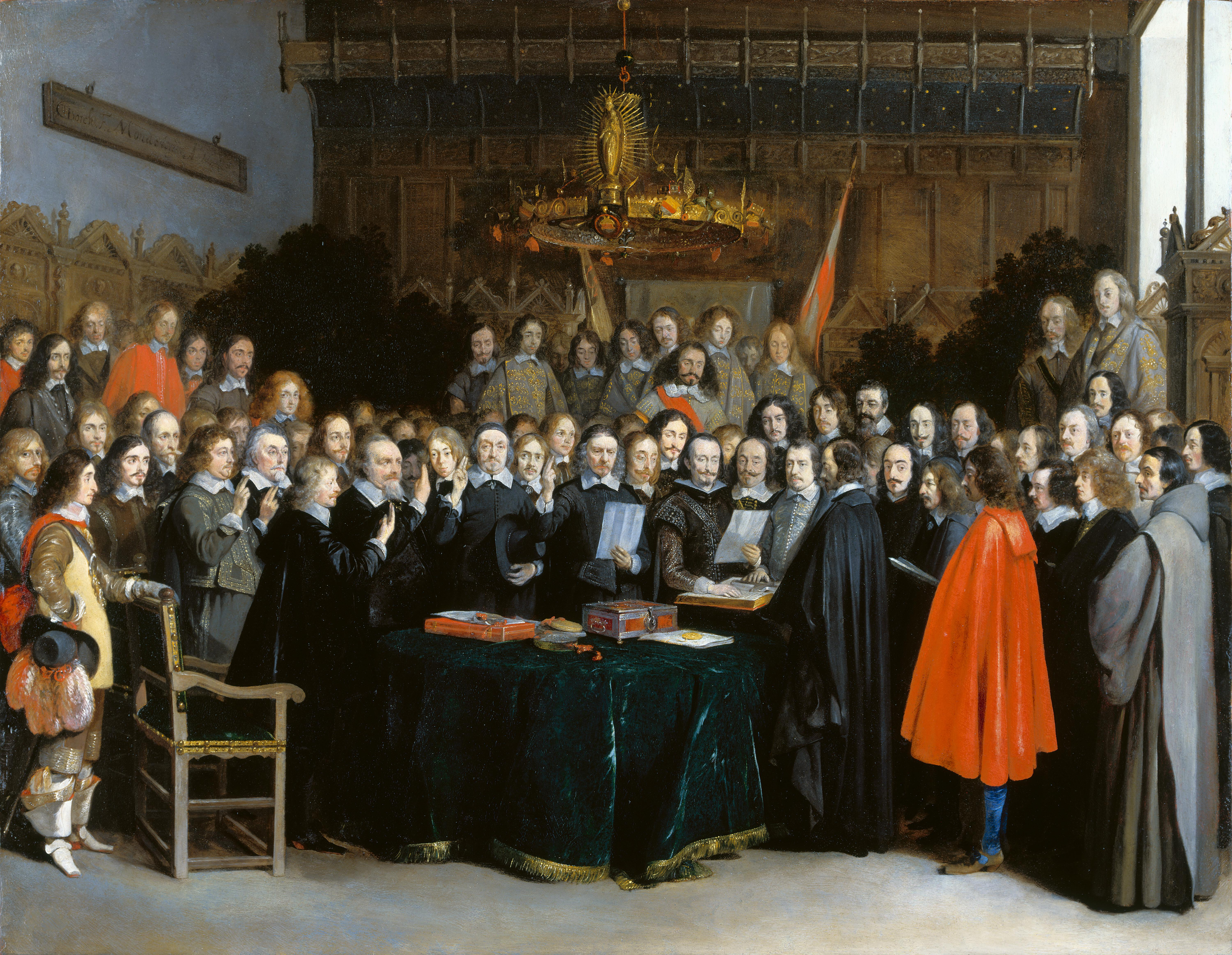
Pokój westfalski

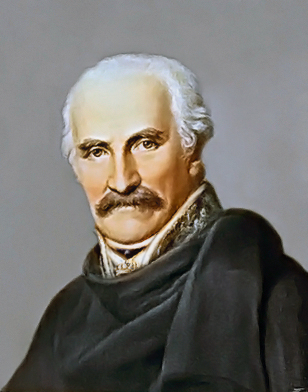
Feldmarszałek pruski Gebhard Leberecht von Blücher

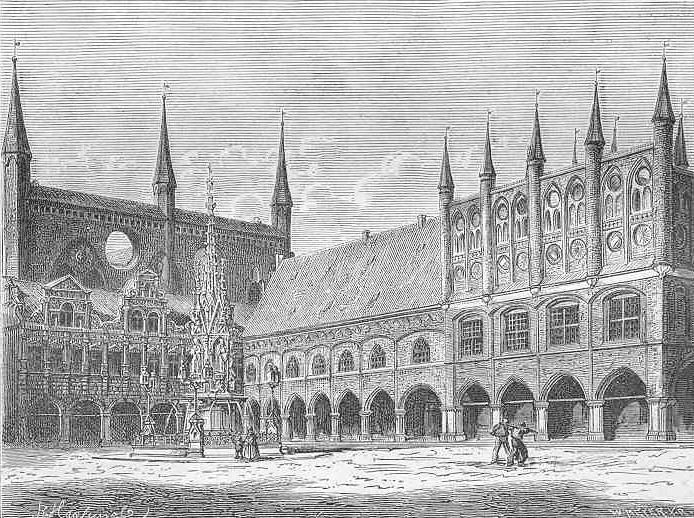
Ratusz miejski, 1880

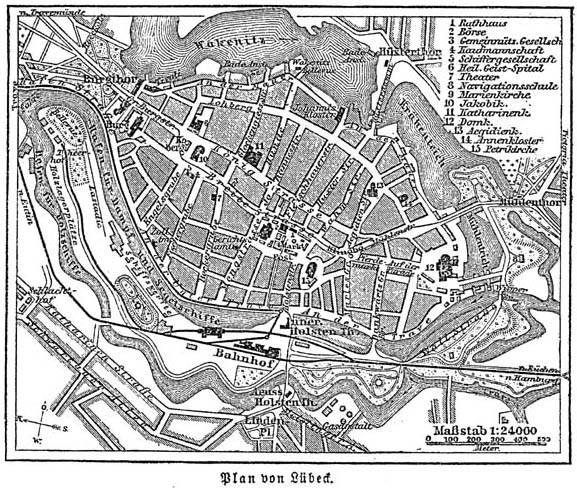
Plan miasta, ok. 1888

I wojna północna pomiędzy Danią, popieraną przez miasta hanzeatyckie a Szwecją, zakończona podpisaniem pokoju w Szczecinie (1570) przyniosła Lubece korzyści w postaci monopolu na Narwie łączącej Pejpus z Zatoką Fińską. Jednakże pozycja polityczna wolnych miast zaczęła słabnąć w porównaniu z potęgą państw terytorialnych.
W roku 1615 Lubeka rozbudowała swój dotychczasowy system umocnień. Prace prowadzono według projektów budowniczych holenderskich Johanna von Ryswycka i Johana van Valckenburgha, którzy zaprojektowali również umocnienia Hamburga, Bremy oraz Ulm. Z uwagi na specyficzne ukształtowanie terenu zrezygnowano z budowy murów obronnych wokół całego miasta. Budowę nowych fortyfikacji zakończył w 1634 Johann von Brüssel.
W okresie wojny trzydziestoletniej Lubece udało się zachować neutralność. Na początku konfliktu miasto odnosiło jeszcze korzyści gospodarcze. Jednakże z przystąpieniem do wojny Szwecji to Hamburg zaczął zyskiwać na znaczeniu jako główny pośrednik finansowy oraz największy port przeładunkowy broni, saletry oraz innych materiałów niezbędnych do prowadzenia działań wojennych. W czasie negocjacji oraz podpisywania późniejszego pokoju westfalskiego miasta hanzeatyckie były reprezentowane przez przyszłego burmistrza Lubeki Davida Gloxina. W wyniku wojny kontrolę nad Bałtykiem przejęły Szwecja oraz zjednoczone unią Marchia Brandenburska i Prusy Książęce.
Pomimo tego, że Lubeka nie była bezpośrednio dotknięta przez wydarzenia wojenne, jej znaczenie gospodarcze zaczęło maleć wraz z ukierunkowaniem europejskich przepływów handlowych na zachód oraz rosnącą prezencją na Bałtyku nowoczesnej holenderskiej floty handlowej, która stopniowo przełamywała monopol Hanzy. Gasnącej potęgi nie podtrzymał nawet szybki rozwój wielorybnictwa.
Ostatni zjazd Hanzy odbył się w Lubece w 1669. Trzy miasta: Lubeka, Hamburg i Brema, nadal pozostające znaczącymi portami i ośrodkami handlu, zostały wybrane do zarządzania spuścizną Hanzy.
Rok 1669 okazał się też przełomowym w polityce wewnętrznej Lubeki. Wraz z reformą statutu miasta (Kassarezess) rada miasta nadała obywatelom Lubeki prawo głosu również w sprawach związanych z finansami miasta. Kassarezzess była jedyną reformą statutu miasta od jego założenia do pierwszej połowy XIX wieku. Pomimo tych zmian Lubeka pogrążyła się w konserwatyzmie. Wielu artystów opuszcza miasto, m.in. bracia Kneller. W okresie przedoświeceniowym na szczególną uwagę zasługuje działalność polihistora, pierwszego pastora (Hauptpastor) kościoła św. Marii Jakuba von Melle, który oprócz studiów nad historią rodzinnego miasta zajmował się paleontologią, genealogią, heraldyką, numizmatyką, a nawet opracował pierwszy słownik języka średnio-dolno-niemieckiego.

### Od oświecenia do czasów obecnych

#### Oświecenie
Wojna siedmioletnia nie przyniosła większych strat Lubece, głównie dzięki staraniom ówczesnego komendanta miasta Egmonta von Chasot.
Pod koniec XVIII wieku w mieście zaczęły powstawać progresywne salony literackie, takie jak zorganizowany przez Dorotheę Schlözer, pierwszą kobietę w Niemczech, która uzyskała tytuł doktor filozofii. W tym czasie pracował też w Lubece przedstawiciel rodziny artystycznej Tischbein – malarz Johann Jacob Tischbein znany jako Lübecker Tischbein. Za bramami miasta powstał zakład ceramiczny Stockelsdorfter Fayencemanufaktur. Obywatele miasta założyli zaś Stowarzyszenie do Wspierania Działalności Społecznie Użytecznej (niem. Gesellschaft zur Beförderung gemeinnütziger Tätigkeit), które miało duży wpływ na kulturalne życie miasta.

#### Wojny napoleońskie
Wraz z przyjętą jednogłośnie w 1803 r. decyzją rady cesarstwa niemieckiego o sekularyzacji i mediatyzacji (Reichsdeputationshauptschluss), Lubeka zachowała status wolnego miasta. W roku 1806, po upadku Cesarstwa Niemieckiego, miasto stało się na mocy prawa międzynarodowego niezależnym państwem niemieckim, które pozostawało neutralne w obliczu wojny Prus z Napoleonem.
W listopadzie 1806 neutralność Lubeki wykorzystał feldmarszałek pruski Gebhard Leberecht von Blücher, który nie będąc w stanie stawić czoła przeważającym wojskom napoleońskim pod dowództwem Jean-Baptiste’a Bernadotte, chciał zarekwirować znajdujące się w porcie statki i wyprawić choć część swojej armii do Prus Wschodnich lub Anglii. W razie niepowodzenia tego planu, Blücher chciał zmusić Francuzów do długotrwałego oblężenia Lubeki. Wcześniej jednak do miasta wdarły się wojska szwedzkie, niszcząc bramy Mühlentor oraz Burgtor i zajmując statki w Lubece oraz w Travemünde. Blücher zmuszony był przygotować miasto do odparcia ataku wojsk napoleońskich. W nocy z 5 na 6 listopada armia francuska otoczyła miasto, przystępując o świcie do ataku. W czasie Bitwy pod Lubeką główne walki toczyły się przed bramą Burgtor. Wbrew rozkazom Blüchera książę Fryderyk Wilhelm dowodzący obroną Burgtor wysłał swoje oddziały poza mury miasta, by ratować pozostające tam armaty. Wskutek tego brama Burgtor pozostawiona była bez żadnej obrony, a wojska Fryderyka Wilhelma dostały się pod ostrzał własnej armii. Błąd ten umożliwił Francuzom szybkie zdobycie miasta.
W latach 1811–1813 Lubeka była częścią cesarstwa Napoleona, pełniąc funkcję okręgu (fr. arrondissement) w departamencie Bouches-de-l’Elbe.
Zamknięcie portu w Lubece dla floty brytyjskiej wskutek blokady kontynentalnej (1806–1814) wprowadzającej zakaz handlu z Wielką Brytanią, osłabiło znacznie gospodarkę miasta. Konsekwencje gospodarcze francuskiej okupacji były odczuwalne do połowy wieku. W 1815 r. na kongresie wiedeńskim Lubeka została uznana za suwerennego członka Związku Niemieckiego (1815–1866). W czasie zgromadzenia narodowego we Frankfurcie w 1848 r. Lubekę reprezentował Enrst Deecke.

#### Związek Północnoniemiecki i Cesarstwo Niemieckie

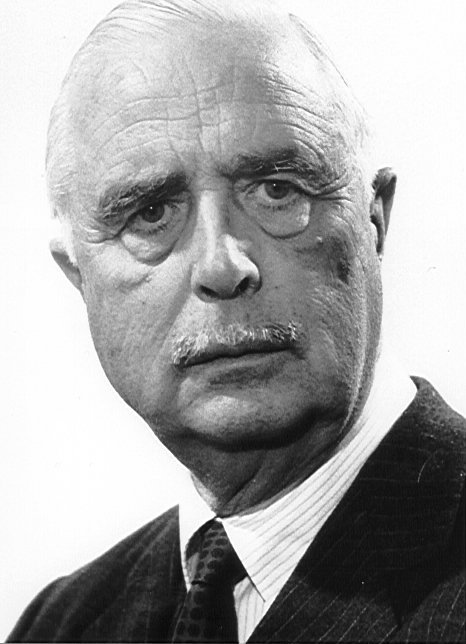
Carl Burckhardt

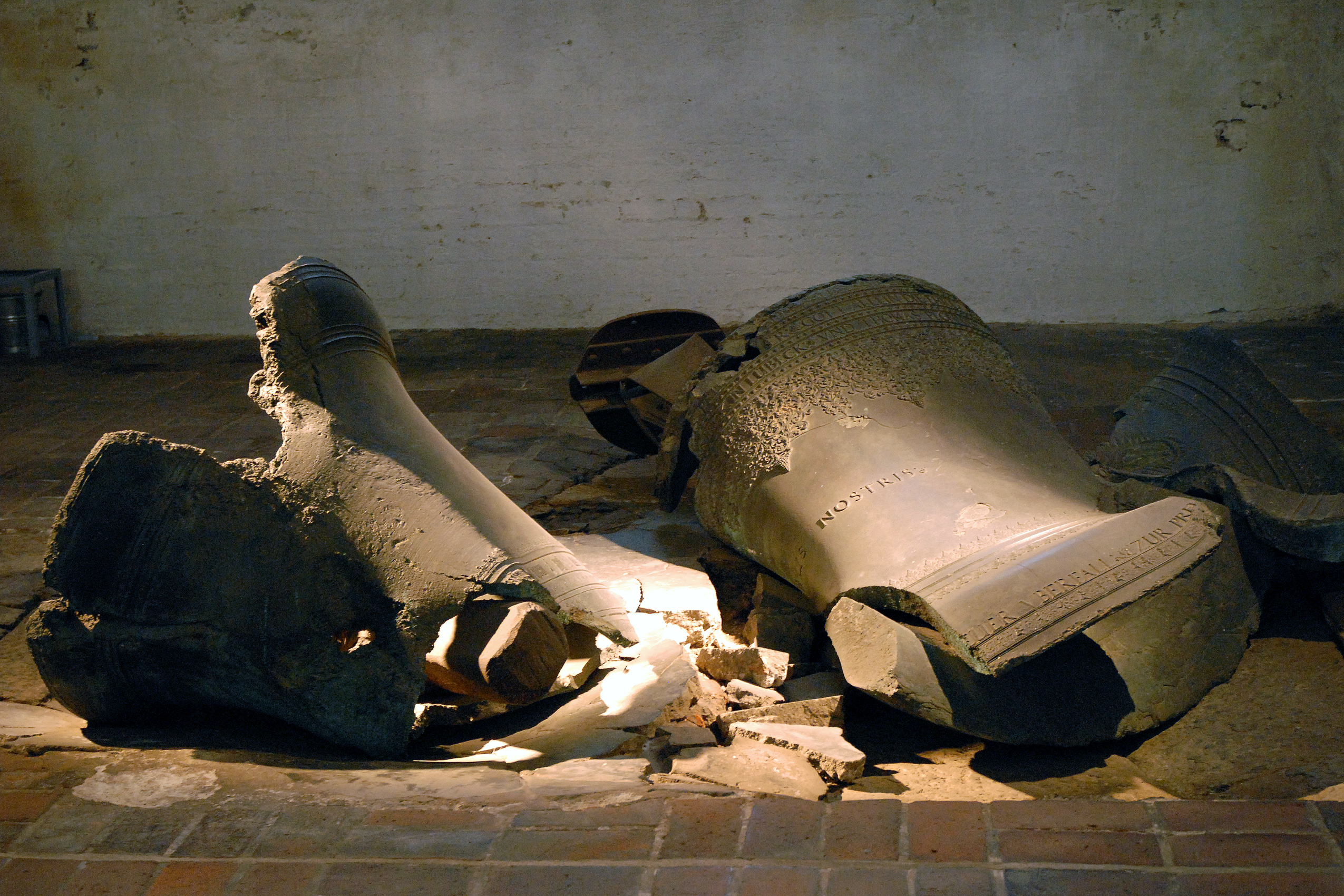
Dzwony Kościoła Mariackiego zniszczone podczas nalotów w 1942

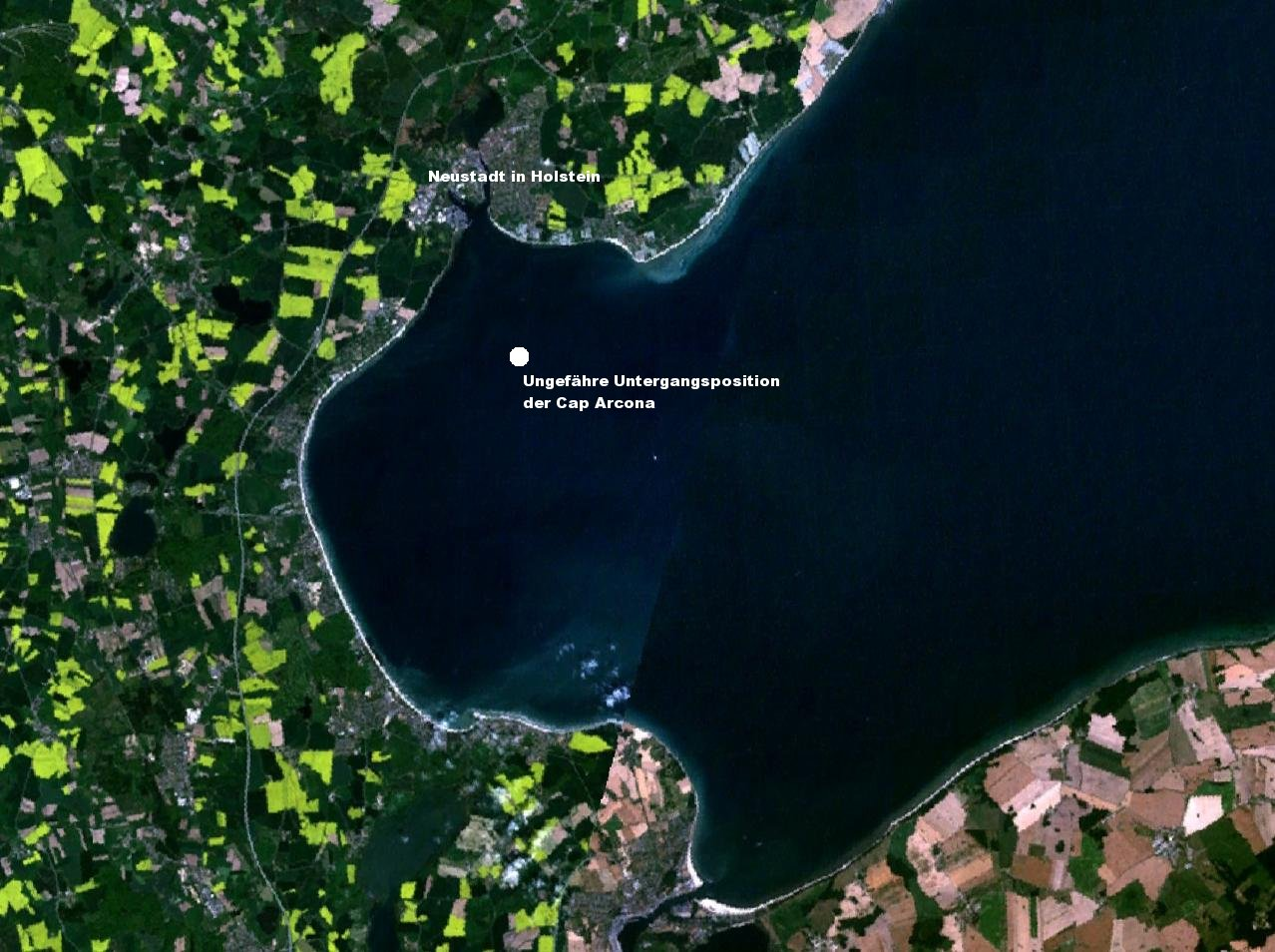
Zatoka Lubecka, 3 kilometry od Neustadt (biały punkt w środku mapki): pozycja zatonięcia Cap Arcony

W 1866 r. Lubeka przystąpiła do Związku Północnoniemieckiego, a w 1868 do Niemieckiego Związku Celnego. W 1871 r. stała się częścią Cesarstwa Niemieckiego. Pod koniec XIX w. Lubeka weszła w okres szybkiego uprzemysłowienia. Liczba ludności zaczęła rosnąć, a wraz z uchyleniem w 1864 nakazu zamykania bram miejskich na noc (niem. Torsperre) zaczęły rozwijać się przedmieścia.

#### XX wiek
Po upadku cesarstwa niemieckiego w 1918 r. w Lubece, jako drugim mieście po Kilonii, doszło do buntu marynarzy. Wystąpienia te nie przerodziły się jednak w żadne groźniejsze rozruchy związane z rewolucją listopadową. Burmistrz i senatorowie zachowali swoje urzędy. W tym samym roku uchwalono nowe czynne prawo wyborcze, a w maju 1920 pierwszy demokratyczny statut miasta. W tym czasie zakończyła się również wspólnota hanzy – wolne miasta zaprzestały wspólnej reprezentacji przy Rzeszy. Niepokoje wstrząsające wczesną Republiką Weimarską ominęły Lubekę.
W latach 20. XX wieku Lubeka, podobnie jak wiele miast niemieckich, przeżywała rozkwit artystyczny. Dyrektor lubeckiego muzeum sztuki Carl Georg Heise promował artystów takich jak Asmus Jessen, Hans Peters, Leopold Thieme czy Erich Dummer. W Lubece działał również znany malarz i grafik Alfred Mahlau, który m.in. zaprojektował opakowanie dla słynnego marcepanu z Lubeki, produkowanego przez firmę Niederegger.
Lata 30. to koniec Republiki Weimarskiej i dojście nazistów do władzy. Konfrontacja nazistów z przedstawicielami partii demokratycznych doprowadziła do aresztowania działacza opozycji Juliusa Lebera w lutym 1933. Willy Brandt uniknął prześladowań, ratując się ucieczką do Skandynawii. W wieczór ostatnich wolnych wyborów parlamentarnych w marcu 1933 NSDAP, uzyskując ponad 40% głosów, przejęła natychmiast władzę w Hamburgu, Lubece i Hesji. Friedrich Hildebrandt sprawujący władzę (Reichsstatthalter) nad Meklemburgią i Lubeką, powołał w maju swojego dotychczasowego zastępcę Otto-Heinricha Dreschlera na burmistrza Lubeki.
Na mocy ustawy o tzw. wielkim Hamburgu z 1937 (Groß-Hamburg-Gesetz), Lubeka straciła swoją ponad 700-letnią niezależność terytorialną i została wcielona do pruskiej prowincji Schleswig-Holstein. Decyzję tę poprzedziły liczne konflikty pomiędzy gauleiterem Szlezwika-Holsztynu Hinrichem Lohse a Friedrichem Hildebrandtem, któremu Lubeka podlegała w latach 1933–1937.
We wrześniu 1941 naziści uprowadzili i następnie zamordowali 605 pensjonariuszy szpitala psychiatrycznego Strecknitz w ramach realizowanego w III Rzeszy programu eksterminacji osób niedorozwiniętych psychicznie, tzw. akcji T4.
Ponad połowie z mieszkających przed 1939 r. w Lubece Żydów udało się wyemigrować z miasta. Z pozostałych 203 osób, 90 wywieziono na początku grudnia 1941 do obozu koncentracyjnego Jungfernhof koło Rygi na Łotwie. Ostatnie transporty zorganizowano do obozów w Theresienstadt na przełomie 1942 i 1943 r. Wywózkę i obozy przeżyły trzy osoby.
W noc poprzedzającą Niedzielę Palmową z 28 na 29 marca 1942 nastąpił atak powietrzny Royal Air Force na gęsto zaludnione stare miasto w Lubece. W wyniku ataku zginęło 320 osób, a 1044 budynki zostały zniszczone lub uszkodzone, m.in. katedra, kościół Mariacki oraz kościół św. Piotra. Lubeka była pierwszym dużym miastem niemieckim zaatakowanym na mocy brytyjskiej dyrektywy o nalotach dywanowych (ang. Area Bombing Directive).
W 1944 r. Carl Jakob Burckhardt, szwajcarski dyplomata i prezydent Międzynarodowego Komitetu Czerwonego Krzyża, wynegocjował możliwość korzystania z portu w Lubece przez statki Czerwonego Krzyża, co przyczyniło się do zaprzestania dalszych bombardowań miasta. Carl Burckhardt otrzymał honorowe obywatelstwo miasta Lubeki. 23 kwietnia 1945, w ramach negocjacji akcji humanitarnej „Białe autobusy” odbyło się w Lubece spotkanie pomiędzy Heinrichem Himmlerem a szwedzkim hrabią Folke Bernadotte, podczas którego Himmler zaproponował aliantom rozejm. Prezydent USA Harry Truman odrzucił tę propozycję. Brytyjska armia zdobyła Lubekę 2 maja 1945 praktycznie bez walk. 3 maja 1945 w Zatoce Lubeckiej miał miejsce tragiczny wypadek. Samoloty aliantów zbombardowały i zatopiły trzy statki, m.in. Cap Arcona, które z rozkazu SS przewoziły więźniów obozów koncentracyjnych. Zginęło 7–8 tysięcy osób.
We wrześniu 1947 uwagę świata skupiła decyzja rządu Wielkiej Brytanii o internowaniu emigrantów ze statku Exodus w Lubece-Kücknitz.
Po 1945 r. liczba ludności Lubeki zaczęła wzrastać, głównie za sprawą uciekinierów z Niemiec wschodnich. W 1946 r. Lubeka stała się częścią wyznaczonego przez aliantów landu Szlezwik-Holsztyn. Do 1989 r. pozostawała miastem granicznym na granicy pomiędzy RFN a NRD. W Schlutup znajdowało się najbardziej wysunięte na północ przejście graniczne. Relikty zimnej wojny straszą jeszcze przy moście Possehlbrücke oraz przy Burgtorteller – są to specjalne komory na ładunki wybuchowe, które miały na celu powstrzymać atak lądowy wojsk Układu Warszawskiego. Podział Niemiec odciął wprawdzie Lubekę od Meklemburgii, ale jednocześnie zapewnił portowi Travemünde uprzywilejowaną pozycję w transporcie promowym pomiędzy Europą Zachodnią a państwami Morza Bałtyckiego, Szwecją i Finlandią. Od zjednoczenia Niemiec w 1990 r. Lubeka stała się ponownie centrum zachodniej Meklemburgii.
W styczniu 1996 w podpalonym domu uchodźców w Lubece zginęło 10 osób, a 50 zostało rannych.

## Zabytki

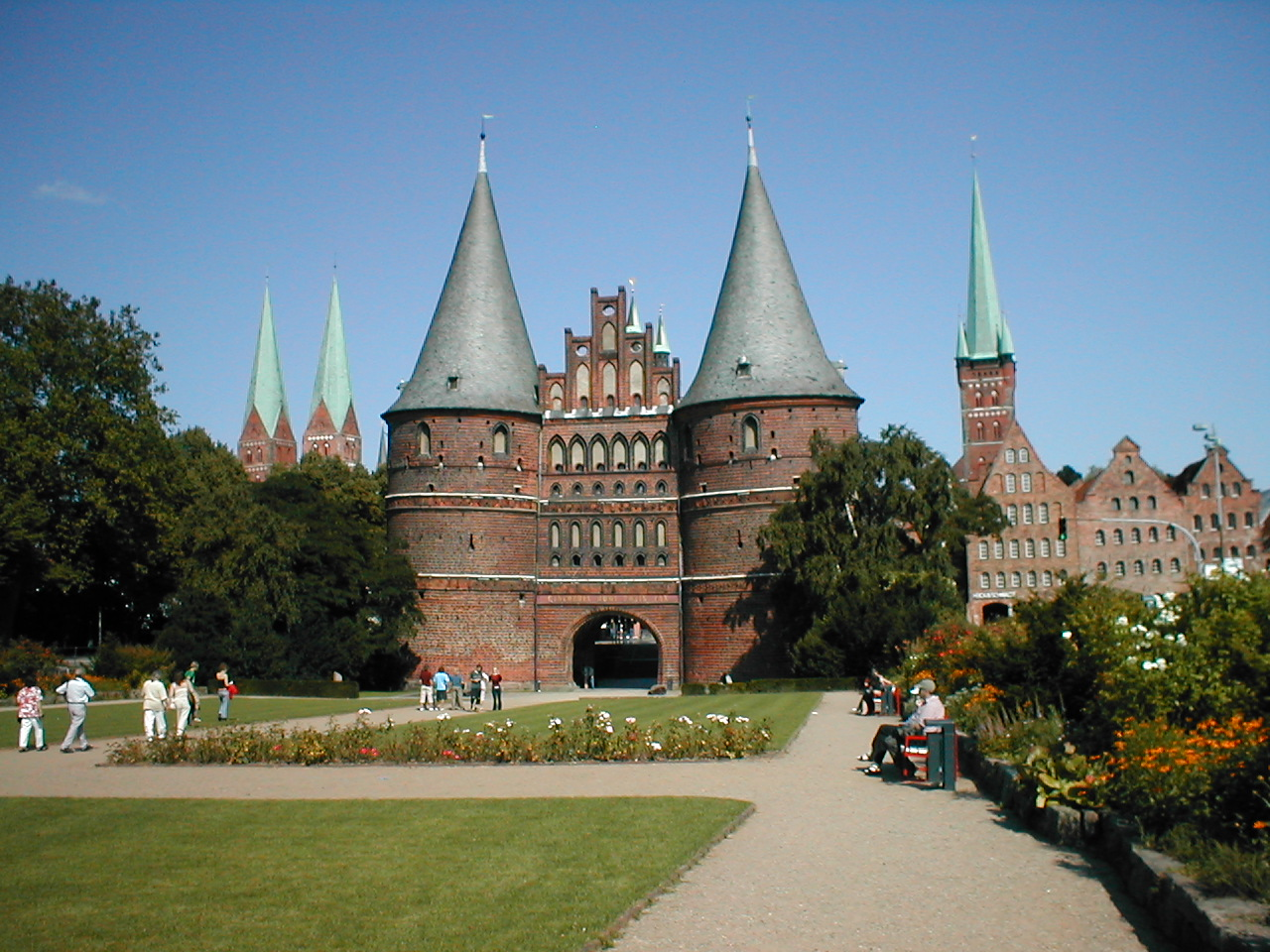
Brama Holsztyńska (niem. Holstentor)

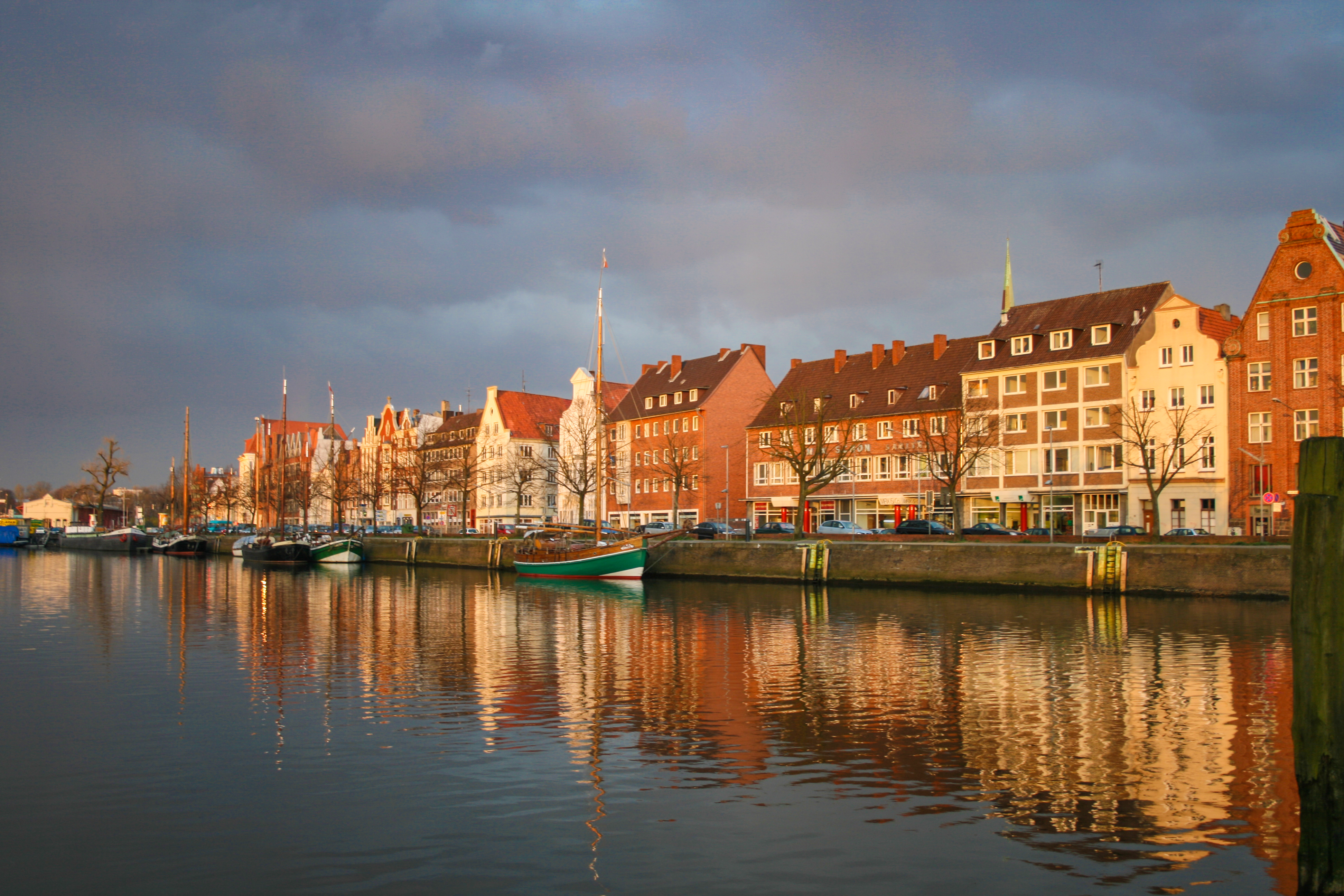
Trave

Historyczne centrum – Stare Miasto w 1987 hanzeatyckie Stare Miasto w Lubece, jako pierwsze w Europie północnej, zostało wpisane na listę światowego dziedzictwa UNESCO. Na obszarze objętym ochroną UNESCO znajduje się ponad tysiąc budynków, m.in.:
- Katedra (Lübecker Dom)
- Kościół Mariacki (Marienkirche – główna fara miejska)
- Kościół św. Piotra
- Kościół św. Jakuba
- kościół św. Katarzyny (Franciszkanów)
- Kościół św. Idziego, stąd też Lubekę nazywano często „Miastem Siedmiu Wież”.

Do Starego Miasta można wejść przez jedną z dwóch zachowanych bram:
- Bramę Holsztyńską (Holstentor)
- Bramę Zamkową (Burgtor)

Poza tym warto wymienić:
- dawny Szpital Św. Ducha (Heiligen-Geist-Hospital)
- Ratusz z XIV wieku ze schodami renesansowymi z XVI wieku
- Dom Armatorów (1535)
- Dom Gildii Kupieckiej (XVI wiek). Cała stara część miasta zachowała średniowieczny wygląd oraz kilkadziesiąt gotyckich kamienic
- Burgkloster
- Koberg – bardzo dobrze zachowana dzielnica z drugiej połowy XIII wieku z zabudowaniami pomiędzy Glockengießerstraße a Aegidienstraße
- domy patrycjuszy z XV–XVI wieku pomiędzy kościołem św. Piotra a katedrą
- spichrze solne na lewym brzegu Trave
- Handelshof z 1924

## Lubeka a literatura

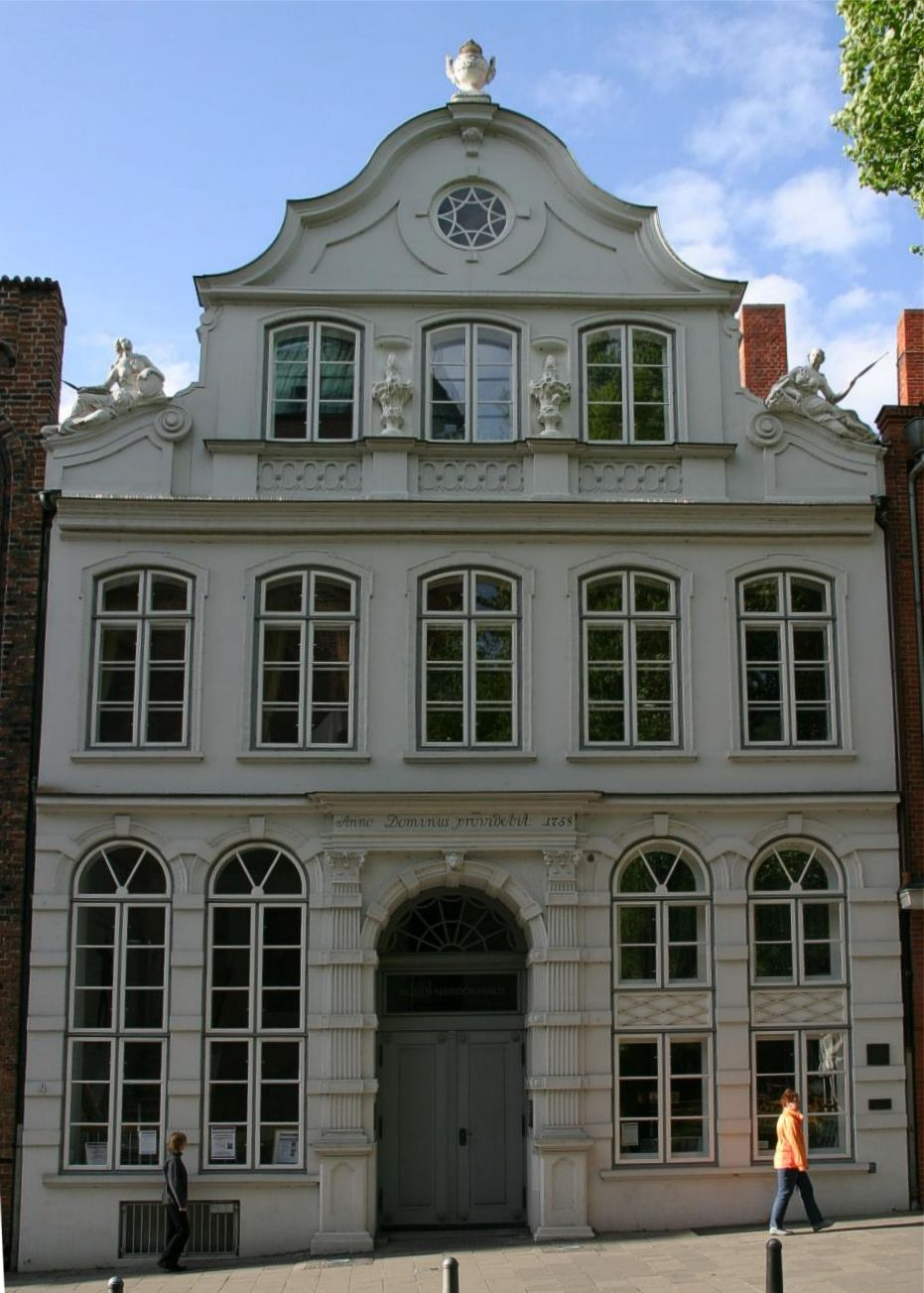
Buddenbrookhaus przy Mengstraße

W Lubece urodzili się Thomas Mann i jego brat Heinrich. Przy Mengstraße znajduje się Dom Buddenbrooków (Buddenbrookhaus) przeniesiony na karty powieści Tomasza Manna Buddenbrookowie. Do tej pory wielu turystów posługuje się egzemplarzem tej książki jako przewodnikiem po mieście. Co trzy lata miasto Lubeka przyznaje nagrodę literacką im. Tomasza Manna.
Inni słynni literaci związani z Lubeką to Emanuel Geibel, Otto Anthes i Erich Mühsam. Günter Grass mieszkał w pobliżu Lubeki (w Behlendorfie), a w samym mieście znajduje się Dom Güntera Grassa (Das Günter-Grass-Haus, Forum für Literatur und Bildende Kunst), mieszczący manuskrypty, litografie, akwarele i rysunki noblisty.

## Sport
- VfB Lübeck – klub piłkarski

## Miasta partnerskie
- Litwa: Kłajpeda
- Finlandia: Kotka
- Francja: La Rochelle
- Chiny: Shaoxing
- Polska: Szczecin
- Włochy: Wenecja
- Szwecja: Visby
- Meklemburgia-Pomorze Przednie: Wismar